# 全日空之翼航空
全日空之翼航空（日語：ANAウイングス；ANA Wings）是全日空控股集團旗下的一間航空公司，以大阪國際機場、中部國際機場和新千歲機場为枢纽机场，以小型飛機和螺旋桨飞机的運航為主。公司是在2010年10月1日時，由當時的全日空子公司日本航空網絡（Air Nippon Network）與Air Next和中部航空合併後，改名成立現在的全日空之翼。

## 歷史
- 2010年10月1日 - 全日空控股將Air Next和中部航空併入日本航空網絡後，改名成立ANA WINGS。
- 2011年1月5日 - 停止大阪/伊丹－大館能代、萩・石見、佐賀航線和名古屋/中部 - 米子、德島航線的營運。
- 2012年 - 獲得「龐巴迪航空公司可靠度表現獎」（Bombardier Airline Reliability Performance Awards 2012）中的「亞洲區域航線準時出發率」獎項。
- 2013年3月7日 - 石垣島航線從石垣機場移至新石垣機場。
- 2014年3月31日 - 停止三宅島 － 東京 航線的營運，並象徵龐巴迪DHC-8-Q300的退役

## 機隊
截至2022年7月，全日空之翼航空機隊平均機齡13.8年，目前使用飛機如下：

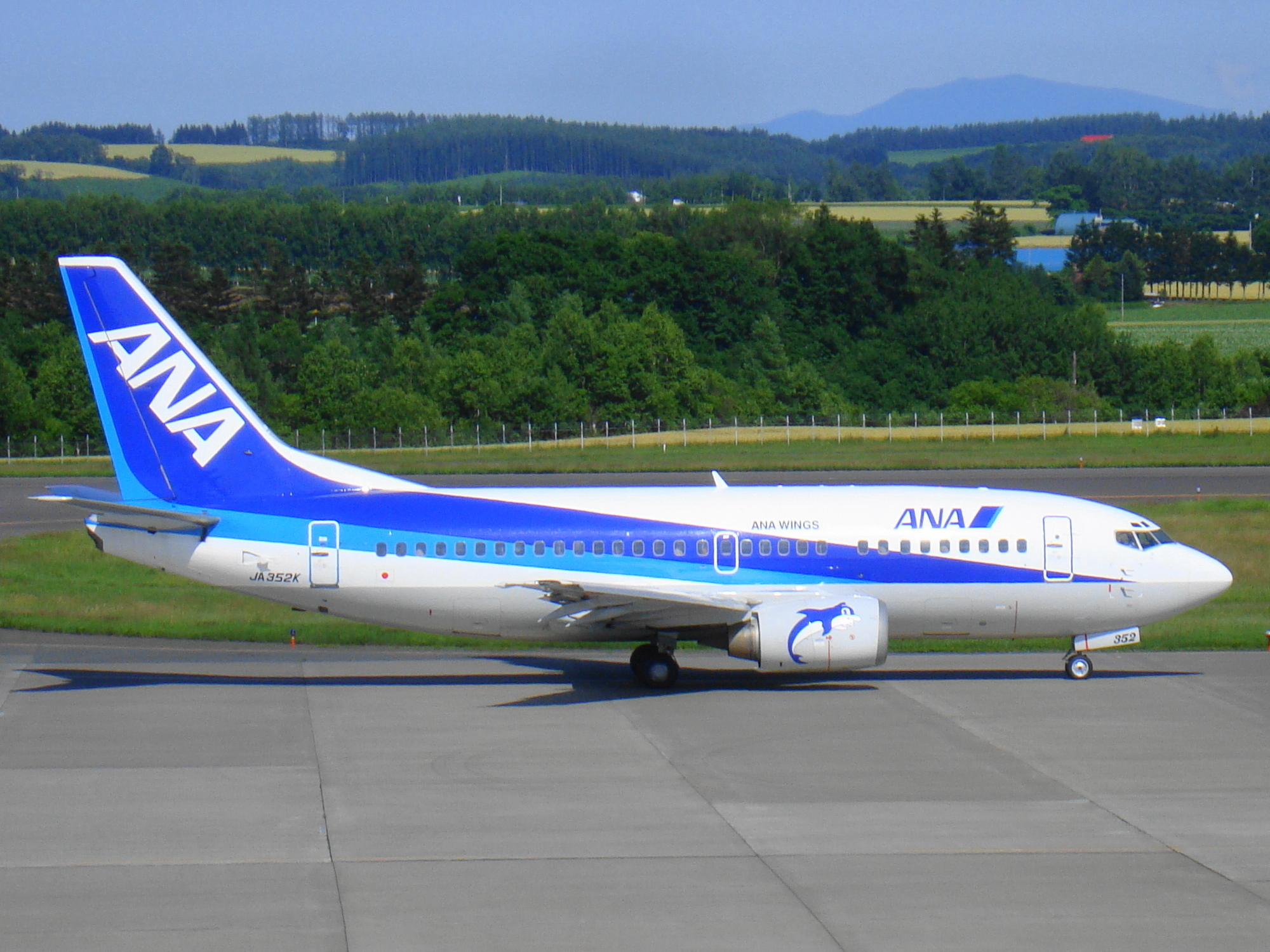
波音737-500
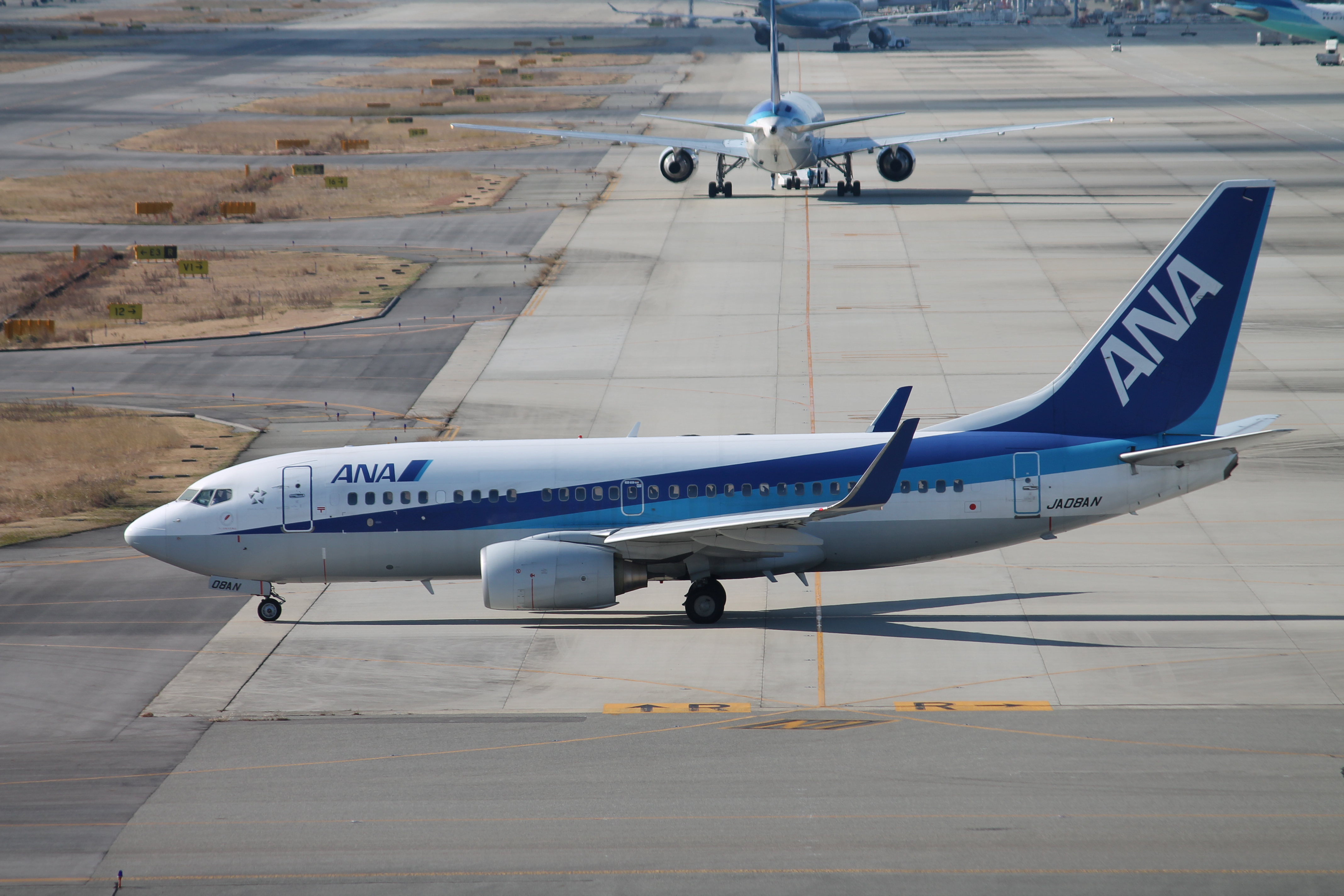
波音737-700
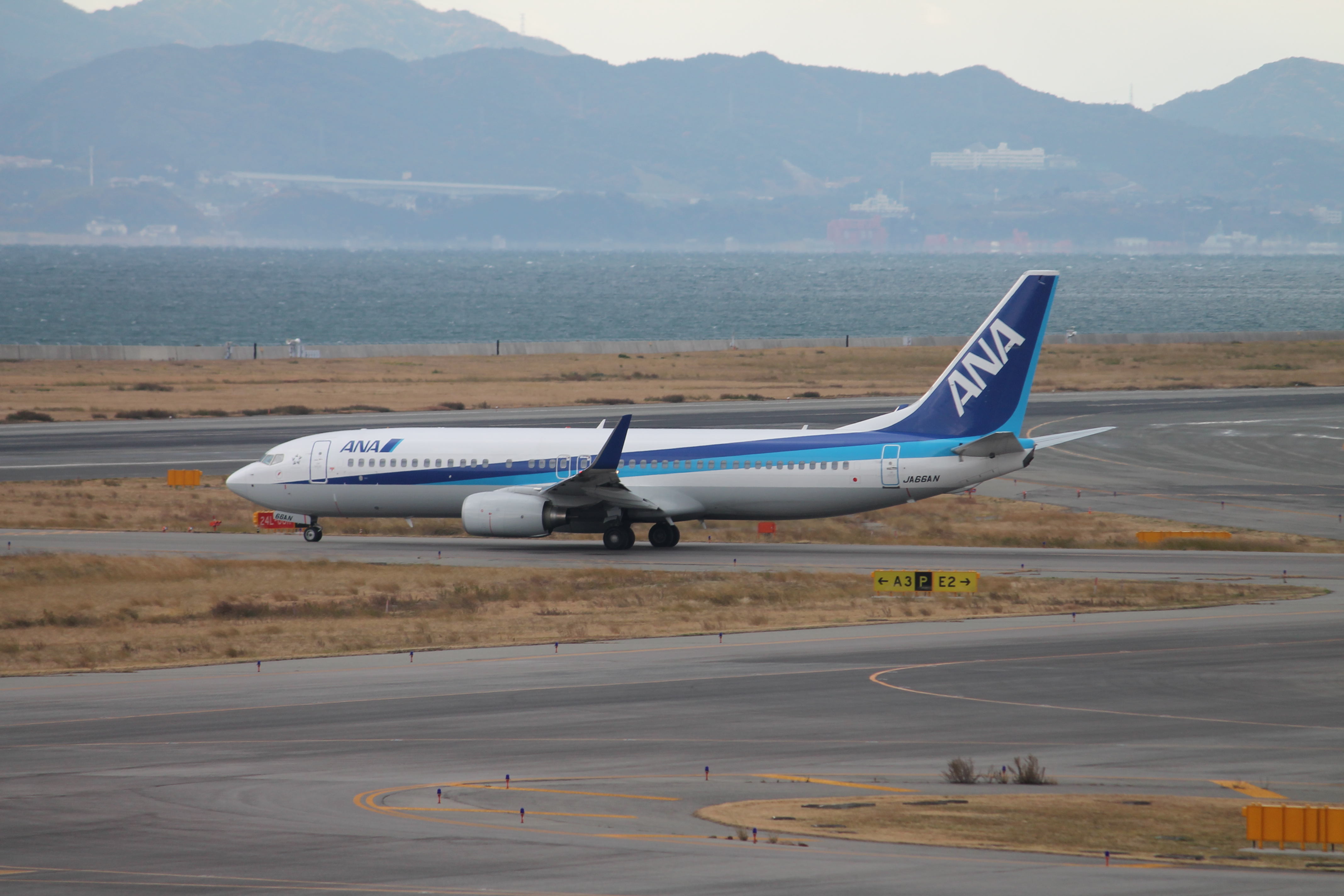
波音737-800
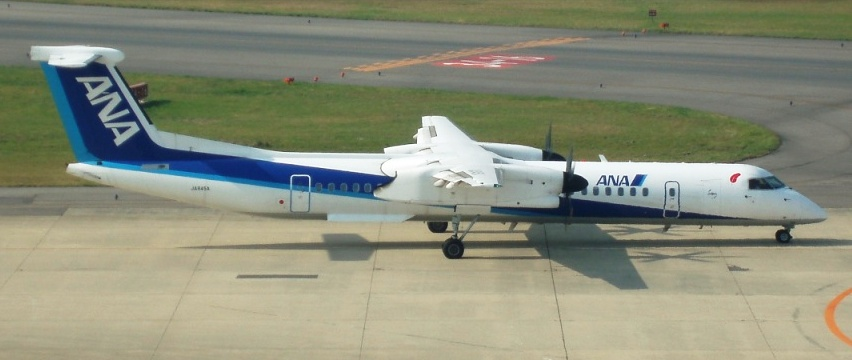
龐巴迪DHC-8-Q400

全日空之翼在2018年導入由三菱重工製造的三菱支線噴射機。

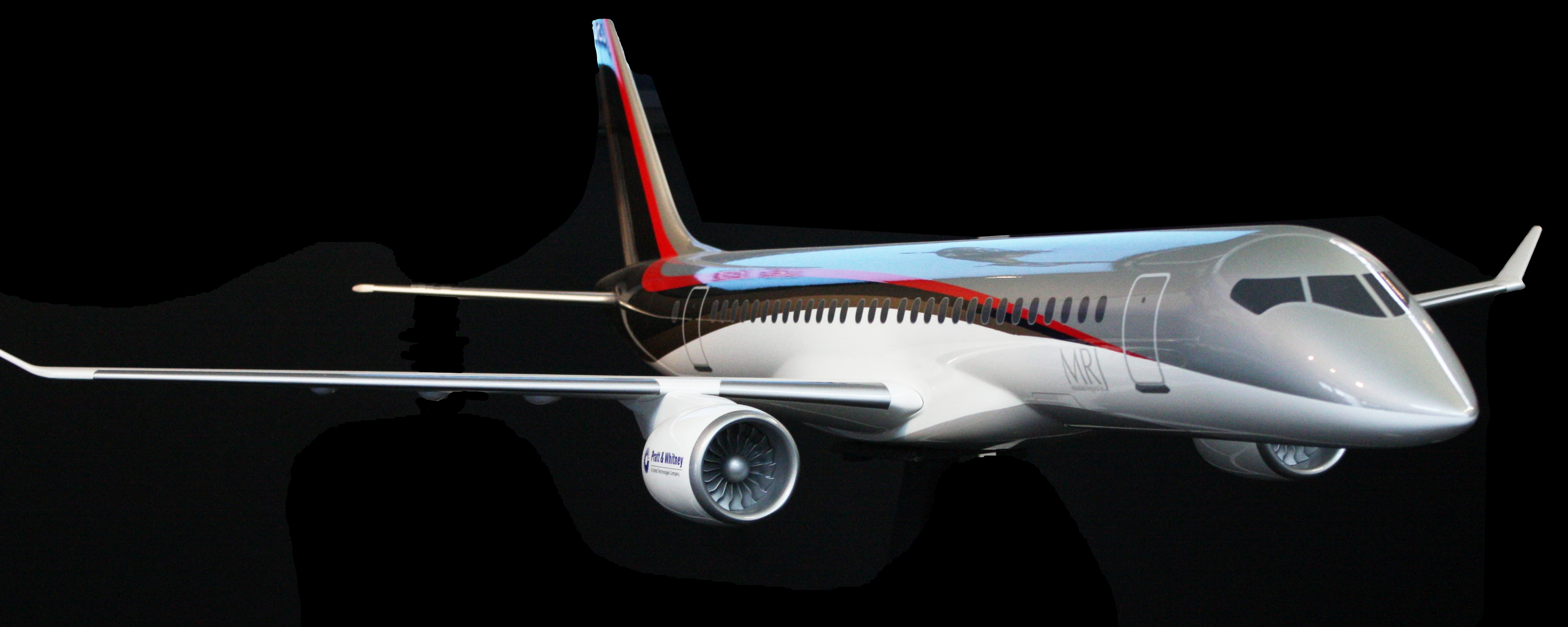
三菱支線噴射機

## 退役機隊
- 波音737-500
- 波音737-700
- 龐巴迪DHC-8-Q300

## 航線
截至2019年10月，全日空之翼航空營運以下航線︰
*那霸-新潟(OKA-KIJ)航線為季節性

## 機身塗装
全日空之翼的客機使用與全日本空輸相同的塗裝，並在機身加上「ANA WING」的字樣。此外，與全日空前身日空航空相同，在波音737-500的引擎罩上繪有稱為「Super Dolphin」的海豚圖案。

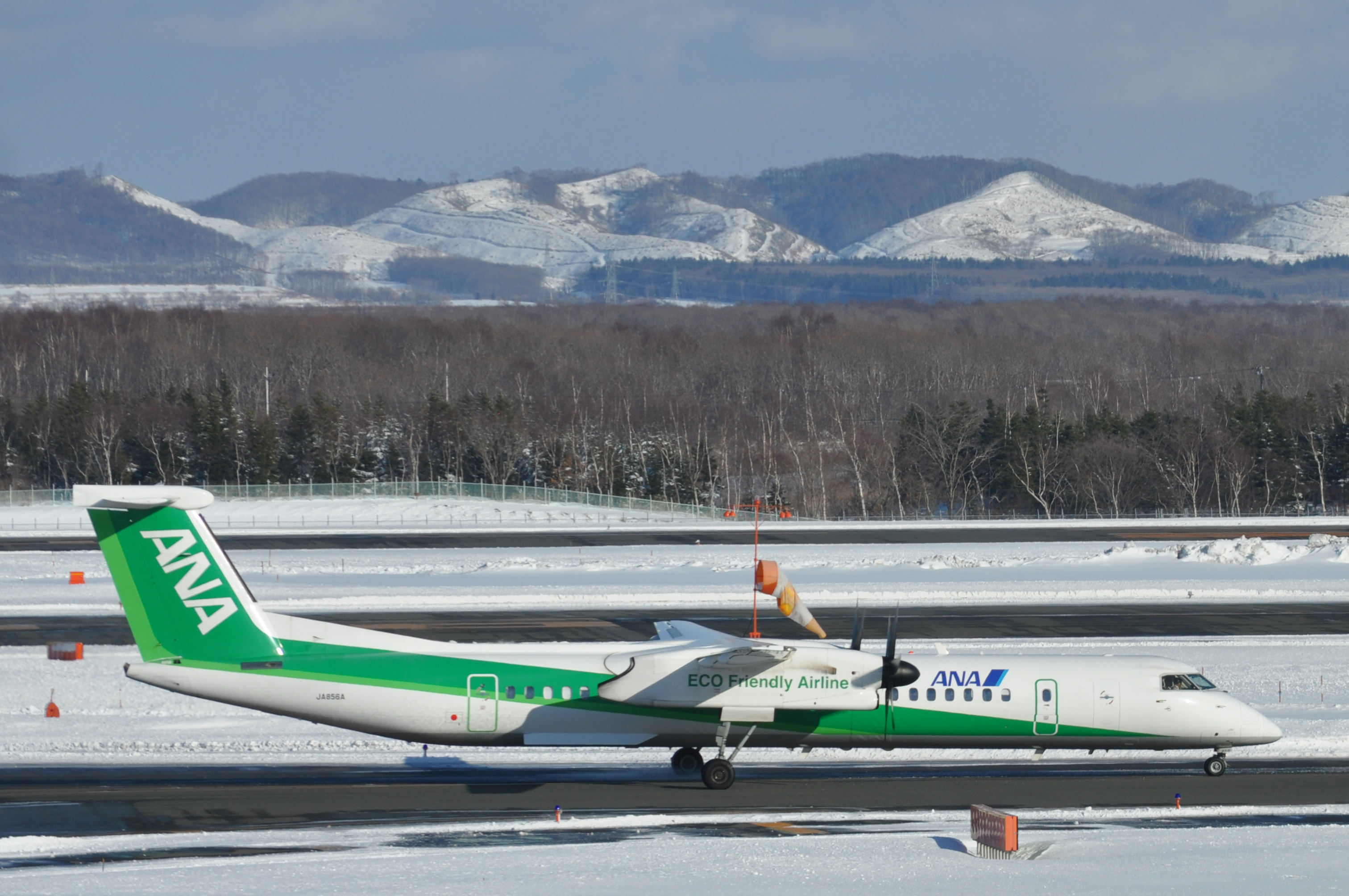
採用Eco Bon綠色特殊塗裝的JA856A。2013年2月時攝於北海道新千歲機場的滑行道上。

2010年11月19日，為了慶祝ANA集團成為第一家通過日本環境省「環保第一」（エコファースト，Eco First）認證的運輸業者，ANA WINGS將旗下一架新交機、機身編號JA856A的龐巴迪DHC-8-Q400客機改為象徵嫩葉的綠色特別塗裝，並透過公司內公開募集的方式決定特殊塗裝新機的暱稱「Eco Bon」。截至2017年7月共有兩架龐巴迪客機為綠色塗裝。截至2018年1月共有1架龐巴迪客機為綠色塗裝。

## 資料來源
1. ↑  連結子会社の合併に関するお知らせPDF - 全日本空輸公式サイト
2. ↑  . www.anawings.co.jp.   [2019-12-24]. （原始内容存档于2019-07-13）.
3. ↑  ANAグループ初エコペイント機で日本中の空をエコに - ANAプレスリリース

## 外部連結
- ANA WINGS（页面存档备份，存于）